# Segunda División de Chile 1959
El Campeonato Nacional de Fútbol de la Segunda División de 1959 fue el octavo torneo disputado de la segunda categoría del fútbol profesional chileno. Contó con la participación de doce equipos, dos más que la temporada anterior, de entre los cuales Coquimbo Unido y Ñublense de Chillán (este último proveniente del Campeonato Regional de Fútbol) hacían su debut en el profesionalismo.
El torneo se jugó en dos rondas con un sistema de todos contra todos y el campeón del torneo fue Santiago Morning, que ascendió a la Primera División al año siguiente.

## Movimientos divisionales
| Pos | a Primera División de Chile 1959 |
| --- | -------------------------------- |
| 1º  | San Luis de Quillota             |

| Pos | a Segunda División de Chile 1959 |
| --- | -------------------------------- |
| 1º  | Coquimbo Unido                   |
| 2º  | Ñublense                         |

| Pos | Descendido desde Primera División de Chile 1958 |
| --- | ----------------------------------------------- |
| 1º  | Green Cross                                     |

| Pos | Asociación de Origen |
| --- | -------------------- |
| -   | -                    |

## Equipos participantes
| Equipo               | Ciudad            |
| -------------------- | ----------------- |
| Alianza              | Curicó            |
| Coquimbo Unido       | Coquimbo          |
| Green Cross          | Santiago de Chile |
| Iberia               | Santiago de Chile |
| Ñublense             | Chillán           |
| San Bernardo Central | San Bernardo      |
| San Fernando         | San Fernando      |
| Santiago Morning     | Recoleta          |
| Trasandino           | Los Andes         |
| Unión La Calera      | La Calera         |
| Unión San Felipe     | San Felipe        |
| U.T.E                | Santiago de Chile |

## Tabla final
| Pos | Equipo               | PJ | PG | PE | PP | GF | GC | Dif | Pts |
| --- | -------------------- | -- | -- | -- | -- | -- | -- | --- | --- |
| 1   | Santiago Morning     | 22 | 16 | 4  | 2  | 49 | 19 | 30  | 36  |
| 2   | Green Cross          | 22 | 14 | 5  | 3  | 53 | 27 | 26  | 33  |
| 3   | Unión La Calera      | 22 | 12 | 7  | 3  | 41 | 21 | 20  | 31  |
| 4   | San Fernando         | 22 | 6  | 10 | 6  | 32 | 27 | 5   | 22  |
| 5   | Coquimbo Unido       | 22 | 9  | 4  | 9  | 42 | 40 | 2   | 22  |
| 6   | Trasandino           | 22 | 8  | 6  | 8  | 30 | 31 | -1  | 22  |
| 7   | San Bernardo Central | 22 | 8  | 6  | 8  | 28 | 34 | -6  | 22  |
| 8   | Unión San Felipe     | 22 | 6  | 7  | 9  | 34 | 37 | -3  | 19  |
| 9   | Ñublense             | 22 | 8  | 3  | 11 | 30 | 38 | -8  | 19  |
| 10  | Universidad Técnica  | 22 | 4  | 7  | 11 | 26 | 43 | -17 | 15  |
| 11  | Alianza              | 22 | 4  | 6  | 12 | 34 | 48 | -14 | 14  |
| 12  | Iberia               | 22 | 1  | 7  | 14 | 17 | 51 | -34 | 9   |

PJ=Partidos jugados; PG=Partidos ganados; PE=Partidos empatados; PP=Partidos perdidos; GF=Goles a favor; GC=Goles en contra; Dif=Diferencia de gol; Pts=Puntos
|  | Campeón. Asciende a Primera División. Clasifica a Copa Chile 1959. |
|  | Clasifica a Copa Chile 1959.                                       |
|  | Descenso suspendido                                                |